# 河角龍典
河角龍典（日语：／ Kawasumi Tatsunori，1971年—2015年4月13日）是一名日本地理學家，曾任立命館大學教授。其妻河角直美同樣擔任立命館大學文學部教員。  

## 生平
河角出生於三重縣津市。  
1994年，他自立命館大學文學部地理學科畢業。2003年完成立命館大學大學院文學研究科博士課程，隨後擔任立命館大學COE推進機構的講師。2005年成為立命館大學文學部講師，2009年升任副教授，並於2014年晉升為教授。2015年，他因胃癌於滋賀縣大津市的醫院逝世，享年43歲。

## 外部連結
- 河角龍典 - KAKEN 科學研究費助成事業資料庫
- 論文一覽（KAKEN （页面存档备份，存于）、CiNii （页面存档备份，存于））
- 河角龍典 （页面存档备份，存于） - researchmap
- 河角龍典 （页面存档备份，存于） - J-GLOBAL